# Promethes persulcatus
Promethes persulcatus är en stekelart som beskrevs av Nakanishi 1986. Promethes persulcatus ingår i släktet Promethes och familjen brokparasitsteklar. Inga underarter finns listade i Catalogue of Life.